# Многоезичност
Многоезичност (понякога срещано още като полиглотия) е термин в езикознанието, означаващ едновременното използване на два (двуезичност или билингвизъм фр. biblinguisme по лат. bilinguis 'двуезичен'), три (триезичност) или повече езици от една държава, народ или отделна личност. Това може да се отнася за три напълно различни явления:
- Многоезичност на личностно ниво (полиглотия) – отнася се за хора, които могат да общуват на повече от един език. Езиците могат да бъдат научени директно в ранна възраст или по-късно чрез някаква форма на целенасочено обучение.
- Многоезичност на общностно ниво – отнася се за цели общности, в които е разпространена първата форма на многоезичност. Типичен пример е Индия, където английският се използва в общуването между различните етнически групи, а в рамките на групата се използва нейният език.
- Многоезичност на интерактивно ниво – отнася се за използването на повече от един език в един и същ разговор. Това може да става чрез смяна на езика по време на разговор. Друг пример, обикновено при близки езици, е случаят, в който всеки от участниците говори на своя език, който е разбираем, но не се говори добре, от другите.